# Lakhimpur (Distrikt)
Lakhimpur ist ein Distrikt im indischen Bundesstaat Assam. Verwaltungssitz ist die Stadt North Lakhimpur.

## Lage
Der Distrikt liegt im Nordosten Indiens nördlich des Brahmaputras. Er grenzt im Norden an den indischen Bundesstaat Arunachal Pradesh, im Osten an den Distrikt Dhemaji, im Süden an den Distrikt Majuli und im Westen an den Distrikt Sonitpur.

## Geografie
Der Distrikt gehört zu den Gebieten mit gemäßigtem Klima mit Temperaturen zwischen 8 und 35 Grad. Die Waldgebiete sind meistens tropischer Regenwald. Die jährlich 3000 mm Regen bringt hauptsächlich der Nordostmonsun. Der Brahmaputra ist der wichtigste Fluss im Distrikt. Er ist auch verantwortlich für die häufigen Überschwemmungen im Talgebiet.

## Geschichte
Das Gebiet gehörte im 7. und 8. Jahrhundert zum Königreich Pragjiyotishpur und danach zum Königreich Pal. Meist herrschten im Verlauf der nächsten Jahrhunderte Dynastien, die dem Hinduismus angehörten. Das Königreich Ahom war das bedeutendste unter diesen Staaten und beherrschte das Gebiet von 1228 bis 1826. In den letzten Jahren allerdings als Untertanengebiet der Burmesen. Seit 1792 versuchte die Britische Ostindien-Kompanie sich im Gebiet festzusetzen. Mit dem Vertrag von Yandabo nach dem Ersten Britisch-Birmanischen Krieg kam das Gebiet 1826 (bis 1947) unter britische Herrschaft. 1976 wurde Dibrugarh abgetrennt und zu einem eigenen Distrikt, wodurch sich Fläche und Einwohnerzahl verkleinerten. 1989 wiederholte sich dies mit Dhemaji.

## Bevölkerung
Nach der Volkszählung 2011 hat der Distrikt Lakhimpur 1.042.137 Einwohner. Bei 458 Einwohnern pro Quadratkilometer ist der Distrikt sehr dicht besiedelt. Der Distrikt ist dennoch überwiegend ländlich geprägt. Von den 1.042.137 Bewohnern wohnen 950.804 Personen (91,24 %) auf dem Land und 91.333 Menschen in städtischen Gemeinden.
Der Distrikt Lakhimpur gehört zu den Gebieten Indiens, die in hoher Zahl von Angehörigen der „Stammesbevölkerung“ (scheduled tribes) besiedelt sind. Zu ihnen gehörten (2011) 249.426 Personen (23,93 Prozent der Distriktsbevölkerung). Es gibt 81.840 Dalits (scheduled castes; 7,85 Prozent der Distriktsbevölkerung) im Distrikt.
Die Bevölkerung besteht mehrheitlich aus Leuten, die im Distrikt geboren wurden. Von den Bewohnern sind 960.138 Personen (92,13 Prozent der Bewohner) im Distrikt geboren. Insgesamt 12.365 Personen wurden in anderen indischen Bundesstaaten geboren (darunter 4.624 Personen in Bihar, 2.041 Personen in Westbengalen, 1.715 Personen in Arunachal Pradesh, 1.281 Personen in Rajasthan, 783 in Uttar Pradesh und 700 Personen in Jharkhand). Von den 1.523 im Ausland geborenen Personen sind 756 aus Bangladesch und 431 aus Nepal.

### Bevölkerungsentwicklung
Wie überall in Indien wächst die Einwohnerzahl im Distrikt Lakhimpur seit Jahrzehnten stark an. Die Zunahme betrug in den Jahren 2001–2011 17,2 Prozent (17,22 %). In diesen zehn Jahren nahm die Bevölkerung um rund 153.000 Menschen zu. Die Entwicklung verdeutlicht folgende Tabelle:

### Bedeutende Orte
Im Distrikt gibt es mit dem Distriktshauptort North Lakhimpur, Dhakuakhana und Bihpuria drei Orte mit mehr als 10.000 Einwohnern. Hinzu kommt der Ort Narayanpur, der ebenfalls als Stadt (notified towns) gilt.

### Bevölkerung des Distrikts nach Geschlecht
Der Distrikt hatte – für Indien üblich – stets mehr männliche als weibliche Einwohner. Doch bis 1971 war der Männerüberhang selbst für indische Verhältnisse überdurchschnittlich hoch. Bei den jüngsten Bewohnern (156.739 Personen unter 7 Jahren) liegen die Anteile bei 80.016 Personen männlichen (51,05 Prozent) zu 76.723 Personen (48,95 Prozent) weiblichen Geschlechts.
| Verteilung der Bevölkerung nach Geschlecht im Distrikt Lakhimpur |                   |                   |                   |                   |                   |                   |                   |                   |                   |                   |                   |                   |
|                                                                  | Volkszählung 1961 | Volkszählung 1961 | Volkszählung 1971 | Volkszählung 1971 | Volkszählung 1981 | Volkszählung 1981 | Volkszählung 1991 | Volkszählung 1991 | Volkszählung 2001 | Volkszählung 2001 | Volkszählung 2011 | Volkszählung 2011 |
| Anzahl                                                           | Anteil            | Anzahl            | Anteil            | Anzahl            | Anteil            | Anzahl            | Anteil            | Anzahl            | Anteil            | Anzahl            | Anteil            |                   |
| GESAMT                                                           | 335.346           | 100 %             | 480.838           | 100 %             | –                 | −                 | 751.517           | 100 %             | 889.010           | 100 %             | 1.042.137         | 100 %             |
| Männer                                                           | 182.074           | 54,29 %           | 253.726           | 52,77 %           | –                 | −                 | 389.125           | 51,78 %           | 455.691           | 51,26 %           | 529.674           | 50,83 %           |
| Frauen                                                           | 153.272           | 45,71 %           | 227.112           | 47,23 %           | –                 | −                 | 362.392           | 48,22 %           | 433.319           | 48,74 %           | 512.463           | 49,17 %           |

### Bevölkerung des Distrikts nach Sprachen
Unter der Stammesbevölkerung sind verschiedene tibetobirmanische Sprachen verbreitet. Amtssprache ist das Assamesische, die Hauptsprache Assams. Die Bevölkerung im Distrikt Dhemaji ist sprachlich stark gemischt. Eine knappe Mehrheit spricht Assami. Aber rund 93 Prozent der Einwohnerschaft benutzen eine der fünf Hauptsprachen.
Im Zilla Bihpuria sprechen 114.196 Personen (54,34 Prozent der Bevölkerung) Assami, 53.047 Personen (25,24 Prozent der Bevölkerung) Bengali, 12.290 Personen (5,85 Prozent der Bevölkerung) Miri/Mishing, 10.401 Personen (4,95 Prozent der Bevölkerung) Sadan/Sadri, 4.959 Personen (2,36 Prozent der Bevölkerung) Nepali und 4.904 Personen (2,33 Prozent der Bevölkerung) Deori.
Im Zilla Dhakuakhana sprechen 62.381 Personen (54,58 Prozent der Bevölkerung) Assami, 46.369 Personen (40,57 Prozent der Bevölkerung) Miri/Mishing und 2.673 Personen (2,34 Prozent der Bevölkerung) Nepali.
Im Zilla Kadam sprechen 48.558 Personen (45,24 Prozent der Bevölkerung) Assami, 23.310 Personen (21,72 Prozent der Bevölkerung) Miri/Mishing, 6.297 Personen (5,87 Prozent der Bevölkerung) Nepali, 5.531 Personen (5,15 Prozent der Bevölkerung) Bengali, 3.803 Personen (3,54 Prozent der Bevölkerung) Sadan/Sadri und 3.538 Personen (3,30 Prozent der Bevölkerung) Bodo/Boro.
Im Zilla Naobaicha sprechen 57.842 Personen (38,83 Prozent der Bevölkerung) Assami, 53.852 Personen (36,15 Prozent der Bevölkerung) Bengali, 12.167 Personen (8,17 Prozent der Bevölkerung) Miri/Mishing, 10.082 Personen (6,77 Prozent der Bevölkerung) Sadan/Sadri und 5.456 Personen (3,66 Prozent der Bevölkerung) Nepali.
Im Zilla Narayanpur sprechen 105.932 Personen (78,10 Prozent der Bevölkerung) Assami, 12.331 Personen (9,09 Prozent der Bevölkerung) Miri/Mishing, 6.642 Personen (4,90 Prozent der Bevölkerung) Deori und 3.949 Personen (2,91 Prozent der Bevölkerung) Nepali.
Im Zilla North Lakhimpur sprechen 175.195 Personen (69,90 Prozent der Bevölkerung) Assami, 44.087 Personen (17,59 Prozent der Bevölkerung) Miri/Mishing, 15.144 Personen (6,04 Prozent der Bevölkerung) Bengali und 6.598 Personen (2,63 Prozent der Bevölkerung) Hindi.
Im Zilla Subansiri sprechen 38.235 Personen (50,92 Prozent der Bevölkerung) Assami, 33.309 Personen (44,36 Prozent der Bevölkerung) Miri/Mishing und 2.169 Personen (2,89 Prozent der Bevölkerung) Bengali.
Die meistgesprochenen Sprachen zeigt die folgende Tabelle:
| Jahr                                   | Assami  | Assami | Miri/Mishing | Miri/Mishing | Bengali | Bengali | Sadan/Sadri | Sadan/Sadri | Nepali | Nepali | Deori  | Deori | Hindi  | Hindi | Bodo/Boro | Bodo/Boro | Munda | Munda | Gesamt    | Gesamt   |
| Jahr                                   | Zahl    | %      | Zahl         | %            | Zahl    | %       | Zahl        | %           | Zahl   | %      | Zahl   | %     | Zahl   | %     | Zahl      | %         | Zahl  | %     | Zahl      | %        |
| -------------------------------------- | ------- | ------ | ------------ | ------------ | ------- | ------- | ----------- | ----------- | ------ | ------ | ------ | ----- | ------ | ----- | --------- | --------- | ----- | ----- | --------- | -------- |
| 2011                                   | 602.339 | 57,80  | 183.863      | 17,64        | 132.329 | 12,70   | 25.623      | 2,46        | 24.514 | 2,35   | 12.655 | 1,21  | 12.146 | 1,17  | 6.917     | 0,66      | 5.660 | 0,54  | 1.042.137 | 100,00 % |
| Quelle: Ergebnis der Volkszählung 2011 |         |        |              |              |         |         |             |             |        |        |        |       |        |       |           |           |       |       |           |          |

### Bevölkerung des Distrikts nach Bekenntnissen
Eine klare Mehrheit der Bevölkerung sind Hindus. Die Muslime sind eine starke religiöse Minderheit. Eine kleinere Minderheit sind die Christen.
Die drei Zillas Dhakuakhana (Pt), Narayanpur und Subansiri (Pt) sind fast gänzlich hinduistisch (zwischen 94,83 und 98,66 Prozent Bevölkerungsanteil). In den anderen vier Zillas gibt es zahlreiche Muslime und Christen.
Im Zilla Bihpuria sind 81.427 Personen (38,74 Prozent der Bevölkerung) Muslime und 12.375 Personen (5,89 Prozent der Bevölkerung) Christen, im Zilla Kadam sind 8.967 Personen (8,35 Prozent der Bevölkerung) Christen und 6.269 Personen (5,84 Prozent der Bevölkerung) Muslime, im Zilla Naobaicha sind 56.876 Personen (38,18 Prozent der Bevölkerung) Muslime und 12.198 Personen (8,19 Prozent der Bevölkerung) Christen und im Zilla North Lakhimpur sind 44.879 Personen (17,91 Prozent der Bevölkerung) Muslime und 9.774 Personen (3,90 Prozent der Bevölkerung) Christen.
Alle anderen Religionsgemeinschaften sind nur ganz kleine Minderheiten und bestehen häufig aus Menschen aus anderen Regionen Indiens. Die genaue religiöse Zusammensetzung der Bevölkerung zeigt folgende Tabelle:
| Jahr                                   | Buddhisten | Buddhisten | Christen | Christen | Hindus  | Hindus | Jainas | Jainas | Muslime | Muslime | Sikhs | Sikhs | Andere | Andere | keine Angaben | keine Angaben | Gesamt    | Gesamt   |
| Jahr                                   | Zahl       | %          | Zahl     | %        | Zahl    | %      | Zahl   | %      | Zahl    | %       | Zahl  | %     | Zahl   | %      | Zahl          | %             | Zahl      | %        |
| -------------------------------------- | ---------- | ---------- | -------- | -------- | ------- | ------ | ------ | ------ | ------- | ------- | ----- | ----- | ------ | ------ | ------------- | ------------- | --------- | -------- |
| 2011                                   | 1.074      | 0,10       | 46.217   | 4,43     | 797.130 | 76,49  | 250    | 0,02   | 193.476 | 18,57   | 412   | 0,04  | 2.410  | 0,23   | 1.168         | 0,11          | 1.042.137 | 100,00 % |
| Quelle: Ergebnis der Volkszählung 2011 |            |            |          |          |         |        |        |        |         |         |       |       |        |        |               |               |           |          |

## Bildung
Dank bedeutender Anstrengungen ist die Alphabetisierung in den letzten Jahrzehnten stark gestiegen. Im städtischen Bereich können fast 87 Prozent lesen und schreiben. Auf dem Land sind es dagegen nur sind es nur rund drei von vier Menschen. Typisch für indische Verhältnisse sind die starken Unterschiede zwischen den Geschlechtern und der Stadt-/Landbevölkerung.
| Alphabetisierung im Distrikt Lakhimpur |                   |                   |
| Einheit                                | Volkszählung 2011 | Volkszählung 2011 |
| Einheit                                | Anzahl            | Anteil            |
| GESAMT                                 | 683.486           | 77,20 %           |
| Männer                                 | 375.552           | 83,52 %           |
| Frauen                                 | 307.934           | 70,67 %           |
| STADT GESAMT                           | 70.310            | 86,93 %           |
| Stadt-Männer                           | 37.746            | 90,55 %           |
| Stadt-Frauen                           | 32.564            | 83,08 %           |
| LAND GESAMT                            | 613.176           | 76,22 %           |
| Land-Männer                            | 337.806           | 82,80 %           |
| Land-Frauen                            | 275.370           | 69,44 %           |
| Quelle: Ergebnis der Volkszählung 2011 |                   |                   |

## Verwaltungsgliederung
Der Distrikt war bei der letzten Volkszählung 2011 in sechs Zillas (Kreise) aufgeteilt.
| Bevölkerung in den Zillas |          |          |                  |                  |         |         |           |           |            |            |                 |                 |                |                |
|                           | Bihpuria | Bihpuria | Dhakuakhana (Pt) | Dhakuakhana (Pt) | Kadam   | Kadam   | Naobaicha | Naobaicha | Narayanpur | Narayanpur | North Lakhimpur | North Lakhimpur | Subansiri (Pt) | Subansiri (Pt) |
| Anzahl                    | Anteil   | Anzahl   | Anteil           | Anzahl           | Anteil  | Anzahl  | Anteil    | Anzahl    | Anteil     | Anzahl     | Anteil          | Anzahl          | Anteil         |                |
| GESAMT                    | 210.165  | 100 %    | 114.295          | 100 %            | 107.330 | 100 %   | 148.973   | 100 %     | 135.641    | 100 %      | 250.643         | 100 %           | 75.090         | 100 %          |
| Männer                    | 106.886  | 50,86 %  | 57.889           | 50,65 %          | 54.590  | 50,86 % | 75.537    | 50,71 %   | 68.468     | 50,48 %    | 128.254         | 51,17 %         | 38.050         | 50,67 %        |
| Frauen                    | 103.279  | 49,14 %  | 56.406           | 49,35 %          | 52.740  | 49,14 % | 73.436    | 49,29 %   | 67.173     | 49,52 %    | 122.389         | 48,83 %         | 37.040         | 49,33 %        |
| Stadt                     | 12.016   | 5,72 %   | 13.502           | 11,81 %          | 0       | 0 %     | 0         | 0 %       | 6.001      | 4,42 %     | 59.814          | 23,86 %         | 0              | 0 %            |
| Land                      | 198.149  | 94,28 %  | 100.793          | 88,19 %          | 107.330 | 100 %   | 148.973   | 100 %     | 129.640    | 95,58 %    | 190.829         | 76,14 %         | 75.090         | 100 %          |

## Wirtschaft
Die Landwirtschaft ist die vorwiegende Einkommensquelle für die meisten Einwohner. Hauptanbaukulturen sind Reis, Tee, Senfkorn und Zuckerrohr.